# Fatih Demireli
Fatih Demireli (* 31. Mai 1983 in München) ist ein deutsch-türkischer Fußball-Funktionär. Aktuell (Stand 2023) ist er Director of Research and Development bei Galatasaray Istanbul.

## Karriere als Journalist
Nach seinem abgeschlossenen Volontariat 2010 bei bundesliga.de, der offiziellen Webseite der Deutschen Fußball Liga (DFL), war er dort zunächst Redakteur, später stellvertretender Leiter der Redaktion. 2010 wechselte er zu SPOX.com und baute die Türkei-Sektion auf. Später war er zudem bei Spox für den FC Bayern München zuständig. Im Juli 2016 wechselte er zum Democracia Verlag in Berlin und war bis Dezember 2016 Chefredakteur, ab 2017 war er zusätzlich Herausgeber des Sportmagazins Socrates.
Er berichtete für den ehemaligen, türkischen TV-Sender NTV-Spor als Korrespondent aus Deutschland und war zwischen 2015 und 2017 TV-Experte für die türkische Ausgabe von Eurosport, das in diesen Jahren die Rechte an der Fußball-Bundesliga in der Türkei hielt. Seit 2017 war er gelegentlich als Experte bei DAZN zu hören. Außerdem war er als Experte bei TRT Spor in der Türkei zu hören.

## Karriere als Funktionär
2022 wechselte er als Director of Research and Development zum türkischen Fußballrekordmeister Galatasaray.

## Privatleben
Demireli ist verheiratet und lebt in München und in Istanbul.